# Побєда (Грачовський район)
Побє́да (рос. Победа) — селище у складі Грачовського району Оренбурзької області, Росія.

## Населення
Населення — 308 осіб (2010; 366 у 2002).
Національний склад (станом на 2002 рік):
- росіяни — 79 %